# Чандрово
Ча́ндрово (чув. Чантӑр) — деревня в Чебоксарском городском округе Чувашии в составе России. Подчинена Московскому району города Чебоксары.

## История
В 1795 году в Козьмодемьянском уезде Казанской губернии состояли дер. Чандрово (19 дворов), выселки из неё Средний Чандров (21 двор), Нижний Чандров (23 двора).— Дмитриева Юдит, Димитриев В.Д.
В 1964 году Указом Президиума ВС РСФСР населённые пункты Иштереккасы, Сирмакасы и Турикасы объединены в один населённый пункт под названием посёлок Чандрово.
До 2006 года органом муниципальной власти была Чандровская сельская администрация. С 1 января 2006 года реорганизована путём присоединения к администрации Московского района г. Чебоксары в Чандровский территориальный отдел Московского района Чебоксар и городского округа Чебоксары.

## География
Деревня расположена вдоль Ядринского шоссе — подъездной дороги от федеральной автомагистрали М7 «Волга» к Чебоксарам. В окрестностях деревни берёт начало река Чебоксарка.

## Топонимика
Краевед И. С. Дубанов, ссылаясь на работу Павлова Л. П. и Станьяла В. П. «Сторона моя чебоксарская», отмечает: 

Название от др.-булгар., хазар. слова чандыр «слабый, малый».— Географические названия Чувашской Республики

## Население
| 2010 |
| ---- |
| 813  |

В 1781—1782 гг. согласно «Ведомости о наместничестве Казанском» в деревне «Чанда(о)рова в вершине реки Чебоксарки» числилось 163 души крещеных чуваш.
Население территории — 892 человека (2002), 789 человек (2007). Этнический состав, главным образом, образуют чуваши (86 % в 2002 году).

## Улицы
Улицы: Чандровская, Вторая Чандровская, Междуреченская, Совхозная, Весенняя, Возрождения, Дружная, Звездная, Лазурная, Луговая, Майская.

Переулки: Полевой, Фермский.

В 2008 году, к 100-летию издания поэмы «Нарспи», две новые сформировавшиеся улицы Чандрова были названы именами героев произведения — Нарспи и Сетне́ра, но в настоящее время в черте Чандрова таких улиц нет.

## Инфраструктура
Уличный газопровод и водопровод проложены по всем имеющимся улицам.

## Памятники и памятные места
- Памятник, посвященный павшим воинам, погибшим во время Великой Отечественной войны, ранее проживавших на ул. Чандровская (ул. Чандровская, 73)[10].

## Транспорт
Мимо Чандрова (с остановкой около него) курсируют пригородные автобусы и маршрутное такси № 271. Районы Чебоксар и Чандрово соединяет городской автобусный маршрут № 101(по расписанию).

## Строительство
В 2010 году строительная компания «Отделфинстрой» в районе д. Чандрово начала строительство комплексного загородного коттеджного поселения на территории более 50 гектаров. В связи с кризисом данный проект приостановлен. Протяжённость дорог внутри деревни 8,5 км.

## Прочие факты
- В околотках Турикасы и Иштереккасы, считавшихся деревней Чандрово, по всей вероятности, собирал материалы и делал записи, находясь в научной командировке 1906—1908 гг., этнограф Дьюла Месарош[2].